# Борколабовский замок
Барколабовский замок (также Борколабовский замок, бел. Баркалабаўскі замак) — деревянный замок, существовавший в XVI—XVIII веках в агрогородке Борколабово Могилёвской области Белоруссии.

## История замка
Информации о замке довольно мало. Известно, что дисненский староста, ротмистр Баркулаб Корсак в 1564 году «за великие заслуги» получил от короля разрешение построить замок в урочище Брус. Вместе с замком было основано поселение, названное в честь Баркулаба, а пришедшим на поселение людям было дано 12 лет освобождения. Согласно исследованиям, замок был поставлен на месте древнего городища, занимал площадку 95 на 58 метров на возвышенности в 13 метров и располагался на месте впадения руки Струга в Днепр. По периметру замка был расположен земляной вал с деревянными укреплениями, а от поселения замок отделялся рвом около 20 метров шириной и до 4 метров глубиной; более подробного описания замка не сохранилось.
В 1583 году замок переходит во владение Богдана Соломерецкого, мужа дочери Баркулаба Корсака по имени Ева. Владение родом Соломерецких замком подтверждается королевским привелеем 1593 года, и после смерти владельца переходит сыну, Богдану Богдановичу, а в последствии — его дочери, Елене Богдановне. В июне 1641 года подкормчий мстиславский Богдан Стеткевич в своей жалованной грамоте указывает, что он получил во владения замок Боркулабов от своей жены Елены Богдановны Соломерецкой. В этой же грамоте он передаёт замок с имением во владение новосозданному Боркулабовскому Вознесенскому монастырю. Во время русско-польской войны 1654—1667 годов в замке размещались войска гетманов Януша Радзивилла и Винцента Гонсевского. Последним упоминанием о замке можно считать свидетельство, что в 1706 году замок салютовал артиллерийскими залпами Петру I, проплывавшему в Киев по Днепру. Ни в дарственной (фундушевой) грамоте Михаила Сапеги от 1742 года, ни в описи 1758 года в местечке Барколабово замок уже не упоминается. Существует мнение, что замок был уничтожен в ходе Северной войны 1700—1721 годов. Данных об участии замка в военных действиях нет.
В современности от замка сохранилось лишь городище на берегу. На верху возвышенности остались окопы времён Второй мировой войны. В XX веке на городище происходили раскопки, показавшие существование множества поселений на этом месте, включая поселения железного века и времён ранней Киевской руси.